# 黃道面輸入星表

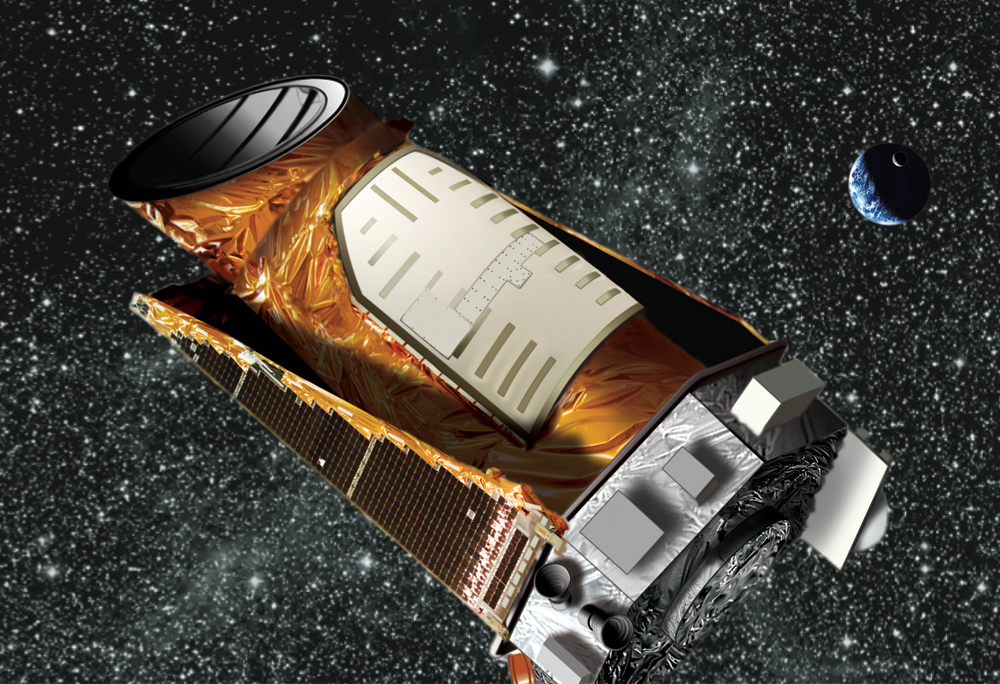
克卜勒太空望遠鏡（藝術家概念）。

黃道面輸入星表（或EPIC）是一個可公開蒐索的恆星和行星的資料庫，與克卜勒太空望遠鏡任務的第二道光 (K2) 計畫有關。相關恆星的例子包括：EPIC 201563164、 EPIC 204278916、EPIC 204376071和EPIC 249706694。相關行星的例子包括：EPIC 203771098 b、EPIC 203 771098 c、EPIC 206011691 c和EPIC 211945201 b。

## 概述
2013年11月，一項名為K2「第二道光」的新任務計畫提交審議。K2將涉及使用克卜勒太空望遠鏡的剩餘能力，即約百萬分之300的光度精度，而之前約為百萬分之20，來收集數據，用於研究「超新星爆炸、恆星形成和太陽系天體，如小行星和彗星…」，並用於發現和研究更多的系外行星。在這項擬議的任務計畫中，克卜勒太空望遠鏡將在圍繞太陽的地球軌道平面內蒐索更大的區域。

## 外部連結
- EPIC Catalog at MAST
- Kepler Input Catalog (SAO) （页面存档备份，存于）
- K2: Extending Kepler's Power to the Ecliptic